# 네덜란드 여왕 부군 클라우스

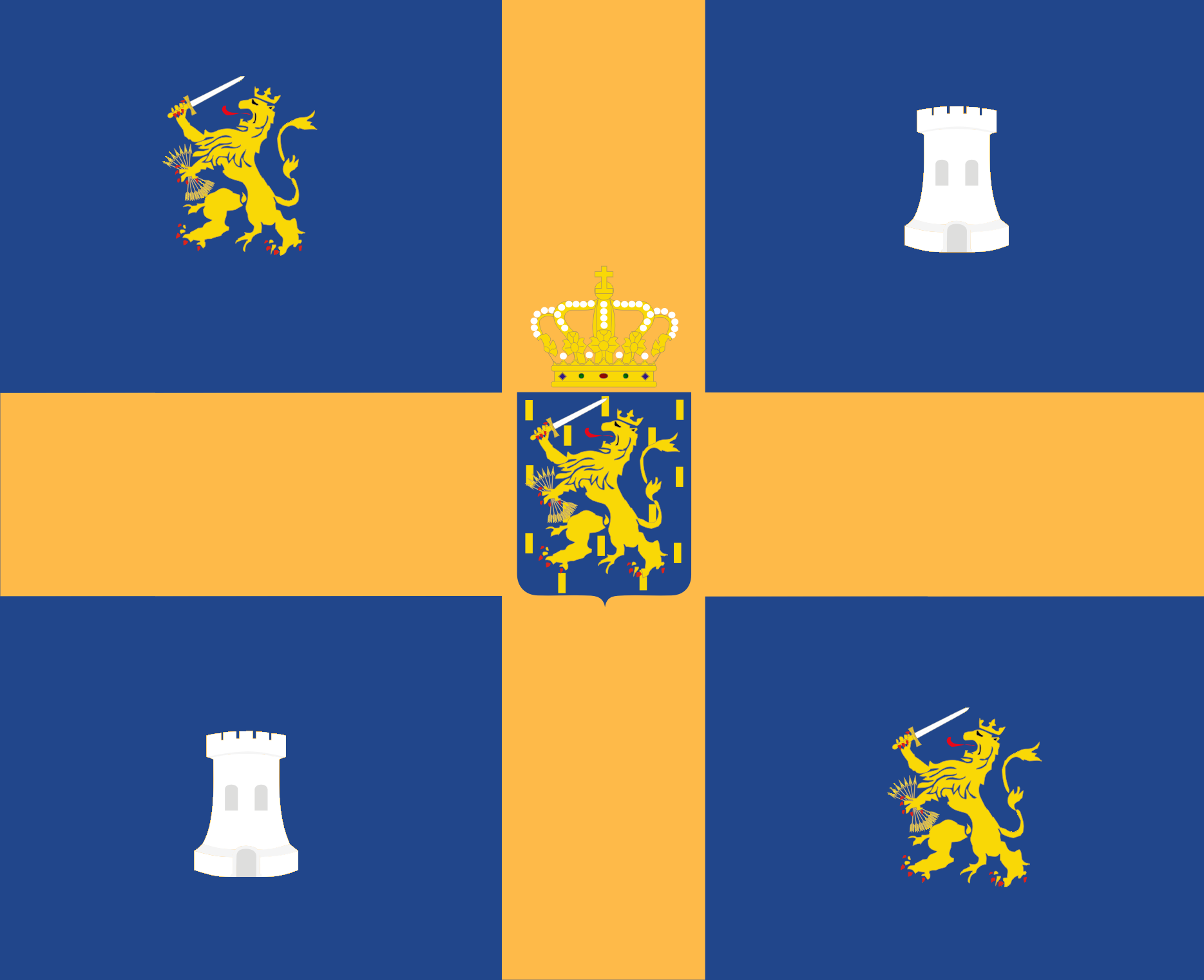
클라우스의 휘장

클라우스 폰 암스베르크(독일어: Klaus von Amsberg, 1926년 9월 6일 ~ 2002년 10월 6일) 또는 클라위스 판 암스베르흐(네덜란드어: Claus van Amsberg)는 네덜란드의 여왕 베아트릭스의 부군이다.
바이마르 공화국의 히차커에서 태어났다. 그의 아버지 클라우스 펠릭스 폰 암스베르크(Klaus Felix von Amsberg)는 칭호없는 독일 귀족이였고, 1928년부터 제2차 세계 대전 때까지 탕가니카에서 대형 농장을 운영하였다. 클라우스와 그의 누이 6명은 니더작센주에 있는 조부모의 영지에서 자라왔으며, 클라우스는 또한 1936년부터 1938년까지 탄자니아의 기숙 학교를 다니기도 하였다.
1933년 독일에서 나치당 정부가 들어서자 나치 소년단에서 활동을 하고 1945년 미군의 포로가 되었다가, 본국 송환 후에 뤼네부르크에서 학교를 마치고 함부르크에서 법학을 공부하였다. 그리고나서 독일 외교 학우회에 가입하여, 도미니카 공화국과 코트디부아르에서 일하였다. 1960년대에 본으로 옮겼다.
클라우스가 베아트릭스와 약혼했을 때, 그가 제2차 세계 대전의 적국이었던 독일 출신이라는 점, 나치 소년단에서 활동했다는 점이 네덜란드 국민들 사이에서 큰 충격을 주기도 하였다. 1966년 3월 10일에 그들은 결혼하였다. 이후 부부가 세 명의 아들을 낳으면서 민중에 의하여 받아들여졌고, 자신의 인생의 마지막 동안에 클라우스는 일반적으로 왕족의 인기있는 가족원으로 숙고되었다. 일반적으로, 민중들의 원인에 공헌하는 데 클라우스의 강한 자극, 성실한 겸손, 공평 무사, 모든 사회 단계에 의한 접근 등에 의하여 네덜란드인들의 의견에서 이 변화가 숙고되었다.
2002년 2월 2일 그의 맏아들 오라녜 공 빌럼알렉산더르와 아르헨티나 출신의 막시마의 결혼식에서, 클라우스는 자신을 다른 것들보다 더 많은 세계의 시민으로 언급하여 근대 사상가의 예를 세웠다. 호흡기와 심장 건강이 악화되어 같은해 10월 6일 암스테르담에서 사망하였다.